# Xã Foxton, Quận Clark, South Dakota
Xã Foxton (tiếng Anh: Foxton Township) là một xã thuộc quận Clark, tiểu bang Nam Dakota, Hoa Kỳ. Năm 2010, dân số của xã này là 51 người.